# Nokia 5230
Nokia 5230 — мультимедийный смартфон с сенсорным экраном производства компании Nokia. Является более дешевым вариантом Nokia 5800. Представлен 25 августа 2009 года на Nokia World 2009.
Есть две версии: с сервисом Nokia Comes With Music или без него. В России поставляются только с сервисом. Цена телефона с сервисом объявлена в 225 евро, без сервиса — 149 евро.
Позже была анонсирована модель Nokia 5235, идентичная 5230 и поставляющаяся с сервисом Nokia Comes With Music по цене 149 евро. В России данная модель уже поставляется. Nokia 5235 можно купить на разных сайтах и в нескольких магазинах, а Nokia 5230 можно купить во многих магазинах России. Модель 5230 дешевле.

## Технические характеристики
Аппарат выполнен в форм-факторе «моноблок». Для управления используется  сенсорный экран резистивного типа. Имеются три кнопки управления: клавиша вызова, окончание разговора и запуск приложения (меню); кнопка включения (сверху), кнопки громкости и отдельная кнопка работы с камерой. Блокировка телефона осуществляется при помощи сдвижного рычажка. В аппарате встроен акселерометр, позволяющий автоматически сменять ориентацию экрана при повороте аппарата.
Голосовой набор использует технологию SIND (без привязки к голосу конкретного человека).
Модель во многом, в том числе и в техническом плане, копирует Nokia 5800: физические размеры полностью совпадают, вес чуть больше. Усовершенствовано крепление задней крышки,
телефон имеет одну 2 Мп камеру без вспышки (3,2 Мп и два LED-элемента у 5800), только один динамик (у 5800 — стереодинамики). Также в данной модели исключили фронтальную камеру и Wi-Fi (IEEE 802.11b/g).
Также присутствует возможнось оставлять открытые приложения (в том числе и интернет-вкладки).
Аппарат использует два диапазона WCDMA — 900/2100 и 850/1900; автоматически переключается между диапазонами GSM (GSM/EDGE 850/900/1800/1900).
Сети передачи данных:
- CSD
- HSCSD
- GPRS/EGPRS класса B, многоканальный класс 32, максимальная скорость 177/296 кбит/с (загрузка/выгрузка)
- EDGE класса B, многоканальный класс 32, максимальная скорость 177/296 кбит/сек (загрузка/отправка)
- WCDMA 2100, максимальная скорость PS 384/384 кбит/с (отправка/загрузка),
- CS 64 кбит/с
- HSDPA, кат. 6, максимальная скорость 3.6 Мбит/сек (загрузка)
- Поддержка TCP/IP

MMS версии 1.3, сообщения размером до 600 кбит сохраняются в общей папке для входящих SMS- и MMS-сообщений. В качестве сигнала вызова возможно задание произнесения имени звонящего.
Присутствует GPS-приемник с функцией A-GPS, FM-радио в диапазоне 87,5-108 МГц с RDS (максимум 20 станций). Слот для карт памяти MicroSD совместим с MicroSDHC объёмом до 16 ГБ и позволяет установить карту, не отключая телефон. Пользователю доступны 78 Мбайт внутренней динамической памяти.
Аппарат может подключаться к другим устройствам через Micro-USB 2.0 и Bluetooth 2.0 (EDR/A2DP/AVRCP). Поддерживается протокол MTP (Mobile Transfer Protocol). Возможна прямая печать на совместимом принтере.
В аппарате совмещенный порт 3,5 мм TRS «мини-джек» (разъем Nokia AV 2,5 мм + разъем для стереонаушников 3,5 мм).
В аппарате используется Li-Ion аккумулятор Nokia BL-5J ёмкостью 1320 мА·ч.
Аппарат оснащён датчиком обнаружения для экономии энергии и предотвращения случайных прикосновений.

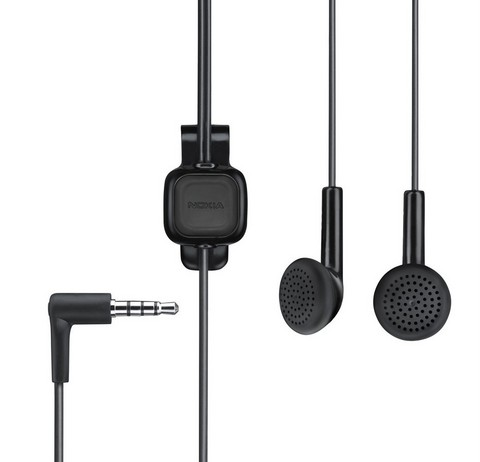
Комплектная гарнитура Nokia WH-102

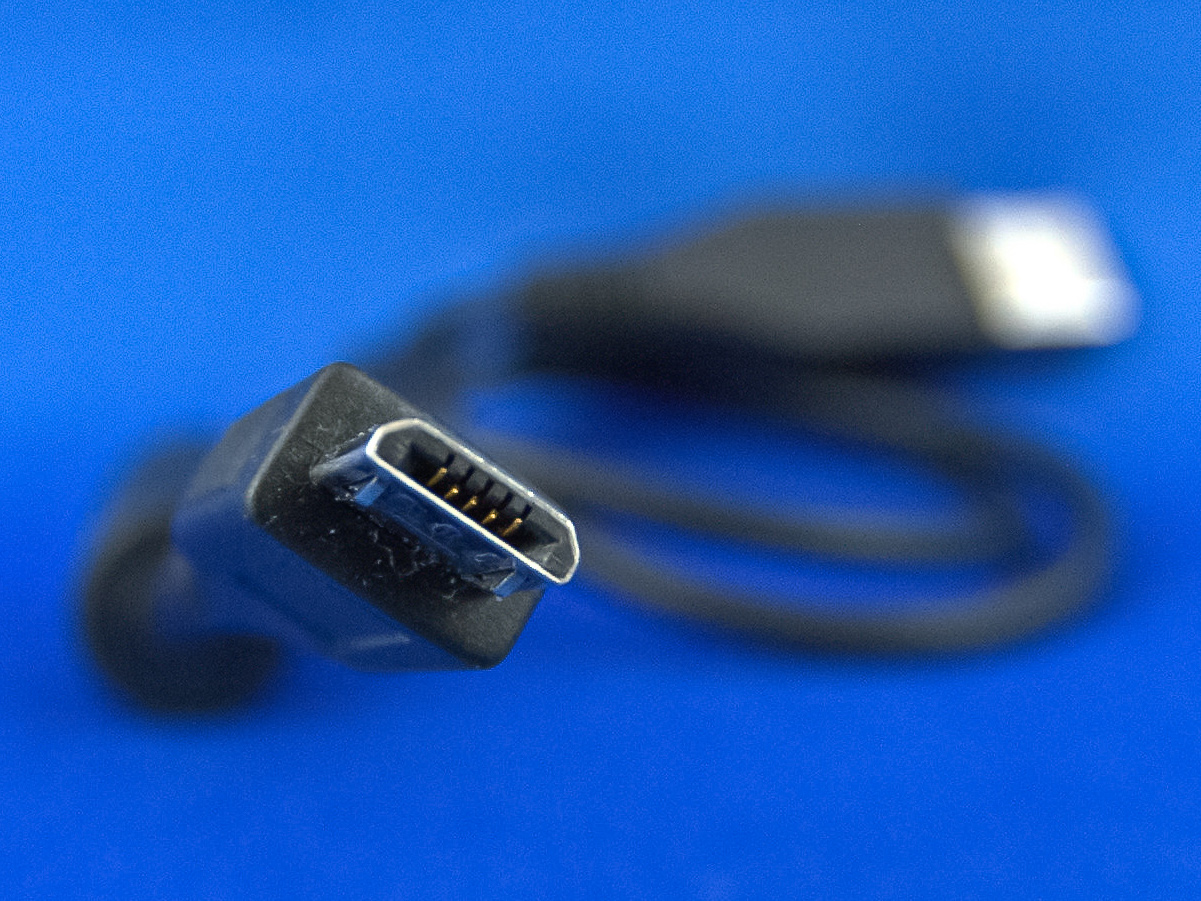
Micro USB тип B

## Видео
Возможности и характеристики основной видеокамеры:
- Запись видео 640 х 480 пикселей до 30 кадров в секунду (качество TV high), 640 х 352 пикселя до 30 кадров в секунду (широкоэкранное качество), 320 х 240 пикселей до 30/15 кадров в секунду (высокое / нормальное качество для электронной почты), 176 х 144 пикселя до 15 кадров в секунду (качество для публикации)
- Четырёхкратное цифровое увеличение.
- Режимы баланса белого для видео: авто, солнечный, облачный, лампа накаливания, флуоресцентный
- Сюжетные режимы: автоматический, ночной
- Цветовые режимы: нормальный, сепия, черно-белый, яркий, негатив
- Продолжительность видео (максимум): 1,5 часа (высокого или нормального качества) в зависимости от объёма доступной памяти
- Предустановленный редактор видео
- Ландшафтный (горизонтальный) режим воспроизведения видео
- Видеосигналы вызова
- Поддержка услуги видеоцентра: загрузка и публикация видеоклипов, поддержка WMV, видеопотоки
- Обмен и воспроизведение видео
- RealPlayer

Видеокодеки и воспроизводимые форматы
- Форматы записи видеофайлов:
  - mp4,
  - 3gp
- Форматы записи звука:
  - WAV (нормальное качество),
  - AMR (качество для MMS),
  - AAC/MP4 (высокое качество)

Воспроизводимые форматы видео:
- MPEG4-SP 30 кадров в секунду VGA,
- MPEG4-AVC 30 кадров в секунду CIF,
- WMV9 30 кадров в секунду QVGA,
- MPEG4-SP 30 кадров в секунду nHD

Потоковое видео:
- 3GPP
- CIF

## Комплект поставки
- сам телефонный аппарат Nokia 5230
- зарядное устройство (AC-8E)
- аккумулятор (Bl-5J)
- гарнитура (WH-205). В комплекте с 5235 — WH-701 (в России WH-102)
- стилус (медиатор) с ремешком (CP-306 (в основном медиатор))
- карта памяти microSDHC 4 ГБ (серия Navigator Edition комплектуется картами 2 ГБ)
- USB-кабель поставляется только с моделями 5235 и 5530 XpressMusic
- Дополнительная панель в комплекте (не поставляется в Navi Edition)
- Инструкция
- Nokia Comes with Music (зависит от страны и стоимости устройства)
- Только с 5230 Navi Edition поставляются «Держатель для крепления на стекло Nokia HH-20» и «Универсальный автомобильный держатель Nokia CR-119»

## Родственные модели Nokia со схожим функционалом
Компания выпустила несколько моделей со схожим функционалом, кроме Nokia 5800 — это также Nokia 5530 и Nokia 5228.
|                          | Nokia 5230                                                        | Nokia 5530                                                               | Nokia 5800                                                    |
| ------------------------ | ----------------------------------------------------------------- | ------------------------------------------------------------------------ | ------------------------------------------------------------- |
| Размер, мм               | 111х51,7х15,5                                                     | 104х49х13                                                                | 111х51,7х15,5                                                 |
| Вес, г                   | 113                                                               | 107                                                                      | 109                                                           |
| Дисплей                  | 3,2", TFT, 16 млн, 640x360,нет датчика освещенности, акселерометр | 2,9", TFT, 16 млн, 640x360, AFFS, нет датчика освещенности, акселерометр | 3,2", TFT, 16 млн, 640x360, датчик освещенности, акселерометр |
| Аккумулятор              | Li-Ion, 1320 мА·ч                                                 | Li-Ion, 1000 мА·ч                                                        | Li-Ion, 1320 мА·ч                                             |
| Камера                   | 2 Мп                                                              | 3,2 Мп, автофокус, вспышка 1 LED                                         | 3,2 Мп, автофокус, вспышка 2 LED                              |
| Карта памяти в комплекте | 2 ГБ                                                              | 4 ГБ                                                                     | 8 ГБ                                                          |
| 3G                       | Да                                                                | Нет                                                                      | Да                                                            |
| GPS                      | Да                                                                | Нет                                                                      | Да                                                            |
| Wi-Fi                    | Нет                                                               | Да                                                                       | Да                                                            |